# Oberhausen bei Kirn
Oberhausen bei Kirn ist eine Ortsgemeinde im Landkreis Bad Kreuznach in Rheinland-Pfalz. Sie gehört der Verbandsgemeinde Kirner Land an.

## Geographie
Oberhausen liegt auf einem Hochplateau vor dem Lützelsoon oberhalb von Kirn an der Nahe. Kirn liegt im Süden, Hahnenbach im Westen und nördlich befindet sich Hennweiler.
Zu Oberhausen bei Kirn gehören auch die Wohnplätze Itzebacherhof, Königshof und Schloss Wartenstein.

## Geschichte
Die Gemarkung der Ortsgemeinde Oberhausen war schon sehr früh besiedelt. Einige Grabhügelfunde der „älteren Hunsrück-Eifel-Kultur“, z. B. ein bronzener Wendelhalsring und bronzene Armringe, sind Siedlungsspuren aus dem Zeitraum von 600 bis 400 v. Chr. Über die Oberhauser Gemarkung führten auch zwei wichtige prähistorische Straßen, wobei die „Salzstraße“ das obere Nahegebiet mit dem Rhein verband und eine Straße von Kirchberg (Hunsrück) nach Meisenheim als Nord-Süd-Verbindung zwischen Moselraum und Pfälzer Bergland bestand.
Die frühesten Erwähnungen des Ortsnamens finden sich in Urkunden aus den Jahren 1342 und 1346. Letztere Urkunde ist ein Weistum vom Jahr 1346, in welchem der Gerichtsschöffe Hermann von Obirnhusen als Mitglied des Schöffenrates des Gerichts Hennweiler genannt wird. Oberhausen gehörte damals zur Vogtei Heinzenberg, einem mittelalterlichen Gerichts- und Verwaltungsbezirk, der von den Dörfern Hennweiler, Oberhausen, Guntzelnberg, Rode, Heinzenberg und dem Eigener Hof gebildet wurde. Dort waren die Herren von Heinzenberg, die im Kellenbachtal eine Burg bewohnten, als Vögte für die Rechtsprechung und Steuererhebung verantwortlich. Hennweiler war Mutterort in dieser Großgemarkung. Oberhausen war wie die anderen Orte eine „Tochter-“ oder „Ausbausiedlung“. Der Vogteibezirk war zugleich Pfarrbezirk, dessen Mutterkirche die Stephanuskirche in Hennweiler war. Im Spätmittelalter wurde Oberhausen Bestandteil der Herrschaft Wartenstein und gehörte zum Unteramt Hennweiler. Die Amtsgewalt ging damals von den Herren von Heinzenberg zunächst an Tilmann vom Stein/Wartenstein über. Da jener aber ohne männliche Nachkommen starb, kamen im Laufe der Zeit durch Einheirat einige andere Familien des Niederadels zu Besitz und Rechten auf Wartenstein, wobei diese Familien eine Art Ganerbengemeinschaft bildeten.
Im Verlauf der ersten Hälfte des 16. Jahrhunderts gelang es schließlich den Herren von Schwarzenberg, sich die alleinige Herrschaft im Unteramt Hennweiler zu sichern, wobei die Lehenshoheit jedoch stets bei den Grafen und Herzögen von Pfalz-Zweibrücken als den Rechtsnachfolgern der Grafen von Veldenz verblieb.
Als Ortsherr führte Johann III. von Schwarzenberg um 1550 in der Pfarrei Hennweiler/Oberhausen die Reformation ein.
Oberhausen bildete mit Hennweiler im späten Mittelalter eine Großgemarkung, die in Form der Markgenossenschaft bewirtschaftet wurde. Erst später erfolgten Gemarkungsteilungen. Eine Aufteilung der ebenfalls gemeinsamen Waldungen geschah erst 1769.
Während der französischen Herrschaft im linksrheinischen Raum (1798–1814) gehörte Oberhausen zur Mairie Kirn im Arrondissement Simmern des Rhein-Mosel-Departements. In der anschließenden preußischen Zeit blieb Oberhausen weiterhin Bestandteil der nun „Bürgermeisterei Kirn“ genannten Gebietskörperschaft. Nachdem Kirn im Jahr 1857 das Stadtrecht und eine eigene Verwaltung erhielt, bildeten die Landgemeinden die „Landbürgermeisterei Kirn“, die vom Kirner Bürgermeister mit verwaltet wurde. Als diese Personalunion 1896 aufgehoben wurde, wählten die Vertreter der Landgemeinden ihren eigenen Bürgermeister. Oberhausen verblieb ununterbrochen im Gemeindeverband „Amt Kirn-Land“, der im Zuge der Verwaltungsreform im Jahr 1968 zur „Verbandsgemeinde Kirn-Land“ umgebildet wurde.
Am 1. Juni 1970 erhielt die Gemeinde Oberhausen den Namenszusatz bei Kirn.
Oberhausen hat sich in den letzten Jahrzehnten von einem vorwiegend landwirtschaftlich orientierten Dorf zu einer modernen Wohngemeinde entwickelt. Mit Wasser ist die Gemeinde seit 1953/54 durch das Gruppenwasserwerk Krebsweiler versorgt. Die Kanalisation wurde 1956–1963 erbaut und an die Kläranlage Kirn angeschlossen.
Oberhausen hat auch einige Kulturdenkmäler aufzuweisen. Die evangelische Kirche mit einem gotischen Chor mit farbiger Ausmalung stammt aus der 2. Hälfte des 15. Jahrhunderts. Die Kirche wurde 1743 mit einem neuen Schiff versehen und bis 1898 simultan genutzt. Die Grundsteinlegung des katholischen Gotteshauses erfolgte 1898. Ein anderes bedeutendes Kulturdenkmal auf Oberhauser Gemarkung ist Schloss Wartenstein.
Bevölkerungsentwicklung
Die Entwicklung der Einwohnerzahl von Oberhausen bei Kirn beruhen auf Volkszählungen:
| Jahr | Einwohner |
| ---- | --------- |
| 1815 | 312       |
| 1835 | 362       |
| 1871 | 407       |
| 1905 | 574       |
| 1939 | 568       |
| 1950 | 629       |
| 1961 | 705       |

| Jahr | Einwohner |
| ---- | --------- |
| 1970 | 855       |
| 1987 | 908       |
| 1997 | 964       |
| 2005 | 1.011     |
| 2011 | 938       |
| 2017 | 901       |
| 2022 | 847       |

## Politik

### Gemeinderat
Der Gemeinderat in Oberhausen bei Kirn besteht aus zwölf Ratsmitgliedern, die bei der Kommunalwahl am 9. Juni 2024 in einer Mehrheitswahl gewählt wurden, und dem ehrenamtlichen Ortsbürgermeister als Vorsitzendem. Bis zur Wahl 2019 wurde in personalisierten Verhältniswahl gewählt, da mindestens zwei Wahlvorschlagslisten eingereicht wurden.
Die Sitzverteilung im Gemeinderat (mit den Vergleichszahlen zu vorigen Wahlen):
| Wahl | Wbtg.  | SPD               | CDU               | FWG               | Gesamt   |
| ---- | ------ | ----------------- | ----------------- | ----------------- | -------- |
| 2024 | 71,8 % | per Mehrheitswahl | per Mehrheitswahl | per Mehrheitswahl | 12 Sitze |
| 2019 | 74,5 % | 4                 | –                 | 8                 | 12 Sitze |
| 2014 | 75,1 % | 4                 | 1                 | 7                 | 12 Sitze |
| 2009 | ?      | 5                 | 2                 | 5                 | 12 Sitze |
| 2004 | ?      | 5                 | 4                 | 7                 | 16 Sitze |

* FWG = Freie Wählergemeinschaft Oberhausen bei Kirn e. V.

### Bürgermeister
Axel May (FWG) wurde am 11. Oktober 2021 Ortsbürgermeister von Oberhausen. Bei der Direktwahl am 26. September 2021 war er mit einem Stimmenanteil von 86,3 % gewählt worden. Bei der Direktwahl am 9. Juni 2024 wurde May als einziger Bewerber mit 84,7 % für weitere fünf Jahre in seinem Amt bestätigt.
Mays Vorgänger Thomas Jung hatte das Amt im Jahr 2014 übernommen. Bei der Kommunalwahl am 26. Mai 2019 wurde er mit einem Stimmenanteil von 98,01 % in seinem Amt bestätigt. Seit Januar 2020 auch Bürgermeister der Verbandsgemeinde, kündigte er im Juni 2021 an, das Amt des Ortsbürgermeisters niederzulegen. Deshalb wurde die Neuwahl erforderlich.

### Wappen
| Wappen von Oberhausen bei Kirn | Blasonierung: „In gespaltenem Schild vorn in Schwarz ein silberner, goldgekrönter, -bewehrter und -gezungter Löwe, hinten in Gold ein roter Sparren, darunter ein roter gelappter Wendelring.“ |
| Wappen von Oberhausen bei Kirn | Wappenbegründung: Der Löwe verweist auf die ehemalige Zugehörigkeit zur Herrschaft Wartenstein. Der Sparren symbolisiert den Ortsnamen (Hausen). Der Wendelring aus der Hallstattzeit entstammt einem Fund aus einem Grab in Oberhausen. Der Gemeinderat beauftragte am 29. November 1963 den Grafiker Karl-Heinz Brust, Kirnsulzbach, einen Entwurf für ein Gemeindewappen zu erarbeiten. In der Sitzung am 24. September 1965 nahm der Rat den vorgelegten Entwurf an. Nach Zustimmung durch das Staatsarchiv erteilte das Ministerium des Innern in Mainz am 29. Dezember 1965 die Genehmigung zur Führung eines eigenen Wappens. |

## Kultur und Sehenswürdigkeiten
In der Denkmalliste des Landes Rheinland-Pfalz (Stand: 2025) sind als Kulturdenkmäler ausgewiesen:
- Evangelische Kirche, spätgotischer Chor aus der zweiten Hälfte des 15. Jahrhunderts, barocker Saal
- Katholische Pfarrkirche Mariä Himmelfahrt, neugotischer Saalbau aus 1897/1898
- Katholisches Pfarrhaus
- Hofanlage aus dem 19. Jahrhundert
- Ziehbrunnen aus dem 18. Jahrhundert
- Kriegerdenkmal

Zusätzlich ist das westlich des Ortes über dem Hahnenbachtal gelegene Schloss Wartenstein als Denkmalzone ausgewiesen.

## Wirtschaft und Infrastruktur
Oberhausen liegt an der Kreisstraße 5 (im Ort: Soonwaldstraße), von der im Ort die K 11 (Dhauner Straße) abzweigt. Im Süden verläuft die Bundesstraße 41.
In Kirn ist ein Bahnhof der Bahnstrecke Bingen–Saarbrücken.

## Söhne und Töchter der Gemeinde
- Otto Groß (1901–1981), deutscher Politiker (Freie Demokratische Partei, MdL Rheinland-Pfalz)